# Les Monts du Roumois
Les Monts du Roumois is een gemeente in het Franse departement Eure (regio Normandië). De plaats maakt deel uit van het arrondissement Bernay. Les Monts du Roumois is op 1 januari 2017 ontstaan door de fusie van de gemeenten Berville-en-Roumois, Bosguérard-de-Marcouville en Houlbec-près-le-Gros-Theil. De gemeente telde 1.609 inwoners op 1 januari 2022.

## Geografie
De oppervlakte van Les Monts du Roumois bedroeg op 1 januari 2022 23,81 vierkante kilometer; de bevolkingsdichtheid was toen 67,6 inwoners per km².

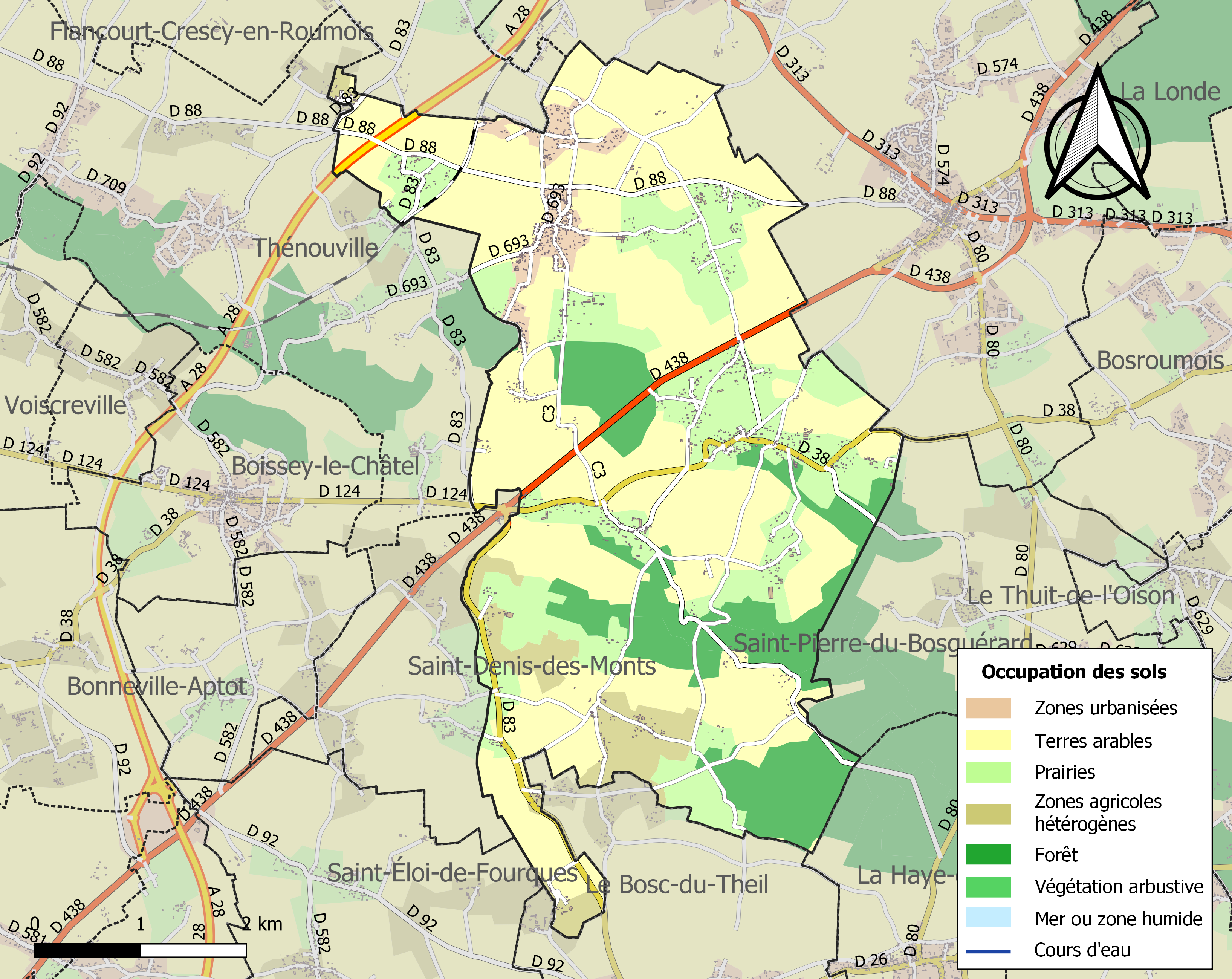
Kaart van de gemeente met belangrijkste infrastructuur, bodemgebruik en omliggende gemeenten